# حب المليونير الأول (فلم)
حب المليونير الأول هو فيلم رومانسي كوري جنوبي صدر عام 2006. من بطولة هيون بن ولي يون هيي. موضوع هذا الفيلم «لا شيء أكثر أهمية من الحب الحقيقي في قلبك.» تم الإعلان عن عرضه في 9 فبراير 2006 من قبل شركة لوت الترفيهية ويعرض في 116 دقيقة .
حسب المصوتين على اداء الفيلم على موقع قاعدة بيانات الافلام حصل على نسبة 7,2 من 10.

## قصة الفيلم
كانغ جاي كيونغ (بن هيون) هو شاب من الاغنياء. فهو متعجرف، يقود سيارات رياضية، يشاهد الأندية الكبيرة ويقود دراجته النارية من خلال ممرات المدرسة. مع اقتراب عيد ميلاده 18، من المقرر ان يرث ثروة جده، لكن أولاعليه ان ينتقل جاي كيونغ إلى مدرسة جديدة في محافظة جانج وون لأكمال دراسته. وينتقل إلى قرية صغيرة وتنتهي فيها كل ايامه الجميلة في المدينة وتنتهي عاداته .. واما ان يخسر الدراسات العليا ويعود لحياته السابقة وميراثه أو يكمل الدراسة .. ومن ثم يلتقي بفتاة في قريته الجديدة ترى به الامل وانه شاب سوف ينجح . وفي أحد الايام لاحظ بمسرحية في المدرسة ان هذه المسرحية تشبه قصة حياته . وتستمر احداث الفيلم والمصادفات .

## وصلات خارجية
- مقالات تستعمل روابط فنية بلا صلة مع ويكي بيانات
- مقطع على اليوتيوب